# Дивотино
Дивотино (болг. Дивотино) — село в Болгарии. Находится в Перникской области, входит в общину Перник. Население составляет 1860 человек.

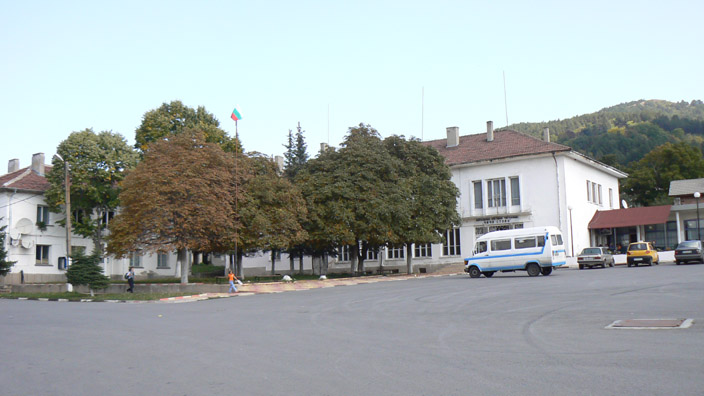

## Политическая ситуация
В местном кметстве Дивотино, в состав которого входит Дивотино, должность кмета (старосты) исполняет Пламен  Петров Захариев (ОБЩЕСТВО ЗА НОВА БЪЛГАРИЯ) по результатам выборов.
Кмет (мэр) общины Перник — Росица  Йорданова Янакиева (коалиция в составе 2 партий: Болгарская социал-демократия (БСД), Болгарская социалистическая партия (БСП)) по результатам выборов.